# Semiothisa gambarina
Semiothisa gambarina är en fjärilsart som beskrevs av Stoll 1781. Semiothisa gambarina ingår i släktet Semiothisa och familjen mätare. Inga underarter finns listade i Catalogue of Life.